# Controne
Controne är en ort och kommun i provinsen Salerno i regionen Kampanien i Italien. Kommunen hade 867 invånare (2017).